# Кавано Дзюндзі
Кавано Дзюндзі (яп. 川野 淳次, нар. 11 липня 1945, Ойта —) — японський футболіст, що грав на позиції захисника.

## Клубна кар'єра
Грав за команду Тою Когю.

## Виступи за збірну
Дебютував 1968 року в офіційних матчах у складі національної збірної Японії. У формі головної команди країни зіграв 2 матчі.

## Статистика
Статистика виступів у національній збірній.
| Збірна Японії | Збірна Японії | Збірна Японії |
| Роки          | Ігри          | голи          |
| ------------- | ------------- | ------------- |
| 1968          | 1             | 0             |
| 1969          | 1             | 0             |
| Усього        | 2             | 0             |